# Stratton Mountain
Pour les articles homonymes, voir Stratton.
 (juin 2020).
Si vous disposez d'ouvrages ou d'articles de référence ou si vous connaissez des sites web de qualité traitant du thème abordé ici, merci de compléter l'article en donnant les références utiles à sa vérifiabilité et en les liant à la section « Notes et références ».
Stratton Mountain est une montagne située dans le comté de Windham dans le Vermont, dans la forêt nationale de Green Mountain ; la station de ski qui s'y trouve porte aussi ce nom.
C’est un inselberg et est le plus haut point du comté de Windham et du sud des montagnes Vertes en général. La Stratton Mountain Lookout Tower, une tour de guet pour la lutte contre les incendies est basée au sommet et est ouverte au public. Une petite cabane de garde forestier (fermée au public) est également au sommet et est habitée en saison par un garde forestier du Green Mountain Club.
Stratton Mountain se dresse dans le bassin versant du Connecticut, qui se jette dans le détroit de Long Island au Connecticut.

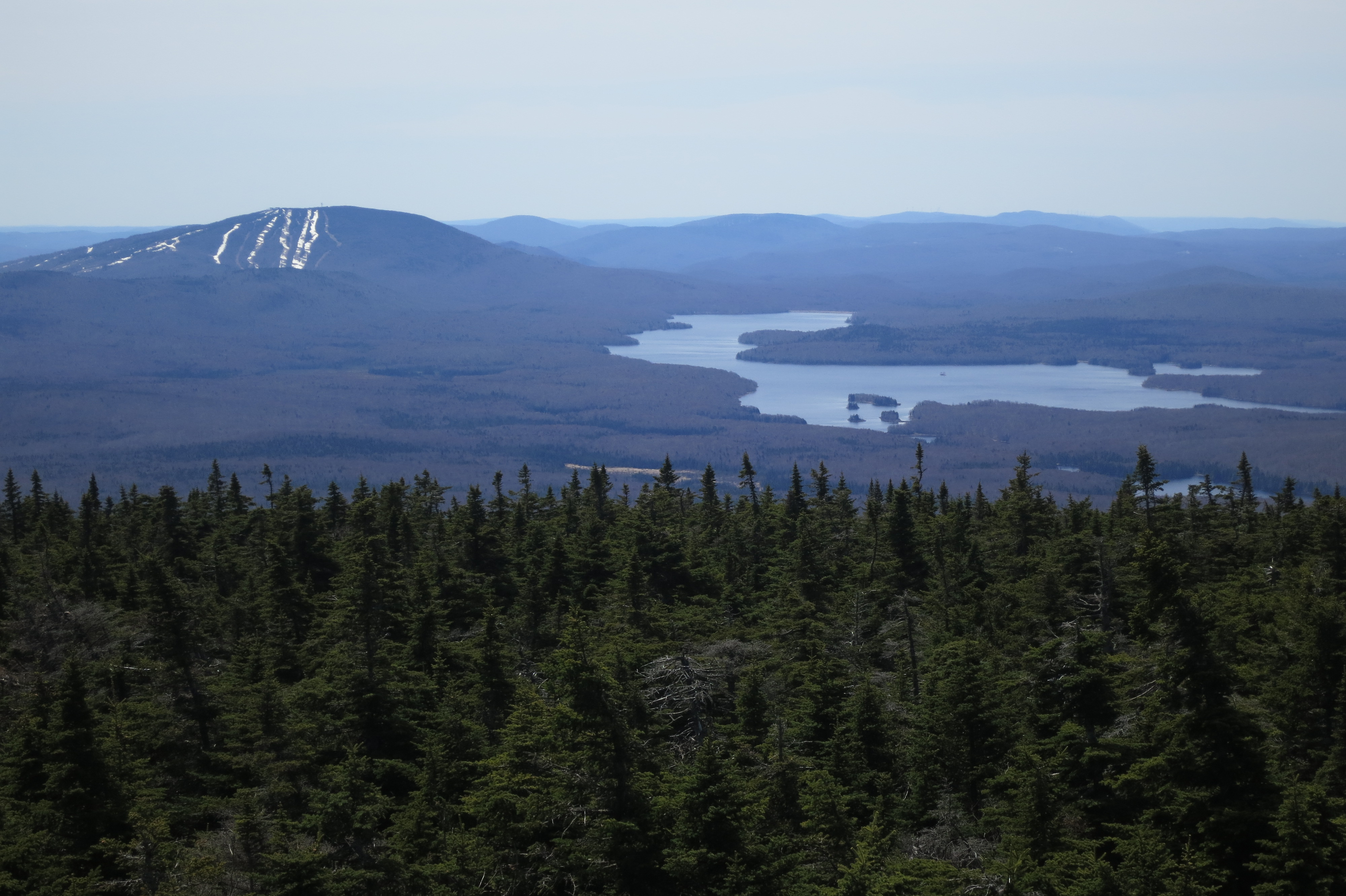
Plein sud depuis la tour de guet : on aperçoit le domaine skiable de Mount Snow et le Somerset Reservoir.

Stratton Mountain a joué un rôle majeur dans l’histoire de la randonnée. En 1909, James P. Taylor (1872–1949) est sur la montagne quand lui vient l’idée d’un chemin de randonnée qui partirait du Massachusetts jusqu’au Canada : le Long Trail du Vermont. Alors qu’il est au sommet de Stratton pendant la création du Long Trail, Benton MacKaye (1879–1975) envisage l’idée d’un trail couvrant toutes les Appalaches. Le résultat est le sentier des Appalaches, un trail de 3 490 km de long partant de Géorgie pour arriver dans le Maine. Dans le sud du Vermont, les deux trails se rejoignent, traversant le sommet de Stratton du sud au nord. Un court et plat chemin (1,2 km), mène du sommet à la station Stratton Mountain Resort.

## Station de Stratton Mountain
La station de ski est située sur la face nord-est de la montagne. Elle comprend 94 pistes sur 2,4 km2 avec un dénivelé de 610 m, couvert par 16 remontées, incluant 4 télésièges de 6 personnes. Jake Burton Carpenter fabrique son premier snowboard à Manchester, près de Stratton, qui fut la première grande station à permettre la pratique du snowboard.
En mars 2012, Stratton Mountain accueille le 30e anniversaire des championnats de snowboard et ski freestyle d’Amérique. Après avoir accueilli pendant près de trois décennies cet évènement, c’est à Vail Ski Resort que se déroulent les championnats en 2013.

## Services d’urgence
Les services de police sont opérés par Stratton Mountain Security ainsi que le Winhall Police Department. Stratton Mountain a son propre département incendie, le Stratton Mountain Volunteer Fire Company, et reçoit également l’aide des services incendie voisins. Le quartier général de la compagnie incendie se trouve à Brazers Way, elle est équipée de quatre véhicules (deux fourgons, une grande échelle et un véhicule de secours). Pendant les heures d’ouverture de la station une ambulance est postée au Ski Patrol Building. La nuit, la Londonderry Emergency Squad fournit le service ambulancier.

## Éducation
L’école de Stratton est la Stratton Mountain School et est située à Stratton.